# Epelebodina
Epelebodina là một chi bướm đêm thuộc họ Tortricidae.

## Các loài
- Epelebodina concolorata Razowski, 2006